# Lobrathium kosiense
Lobrathium kosiense – gatunek chrząszcza z rodziny kusakowatych i podrodziny żarlinków (Paederinae).
Gatunek ten opisany został w 2012 roku przez Volkera Assinga na podstawie pojedynczego samca, odłowionego w 1984 roku.
Chrząszcz o ciele długości 7,2 mm, u nie w pełni wybarwionego holotypu czarniawobrązowym z ciemnobrązowymi pokrywami i czułkami, a odnóżami rudobrązowymi z jaśniejszymi stopami. Głowa prawie tak szeroka jak długa, o oczach nieco większych niż u L. wittmeri. Zarówno głowa jak i przedplecze grubiej punktowane niż u wspomnianego gatunku. Pokrywy długości 0,77 przedplecza. Tylne skrzydła całkiem zanikłe. Odwłok szerszy od pokryw. Samiec ma niewyraźnie kanciasty środek tylnej krawędzi ósmego tergitu, płytkie, trójkątne zagłębienie na silnie poprzecznym sternicie siódmym porośnięte słabo zmodyfikowanymi, czarnymi szczecinkami, a umiarkowanie poprzeczny sternit ósmy ze stosunkowo niewielkim wcięciem na tylnej krawędzi, po bokach którego wyrastają kępki czarnych szczecinek oraz ze środkowym wgłębieniem pokrytym licznymi, czarnymi, krótkimi, grubymi szczecinkami. Brzuszny wyrostek edeagusa jest stosunkowo prosty i ma kształt ostrza.
Owad endemiczny dla Nepalu, znany wyłącznie z Kosi na wysokości 2850 m n.p.m..